# Arbre de la vida (sistemàtica)

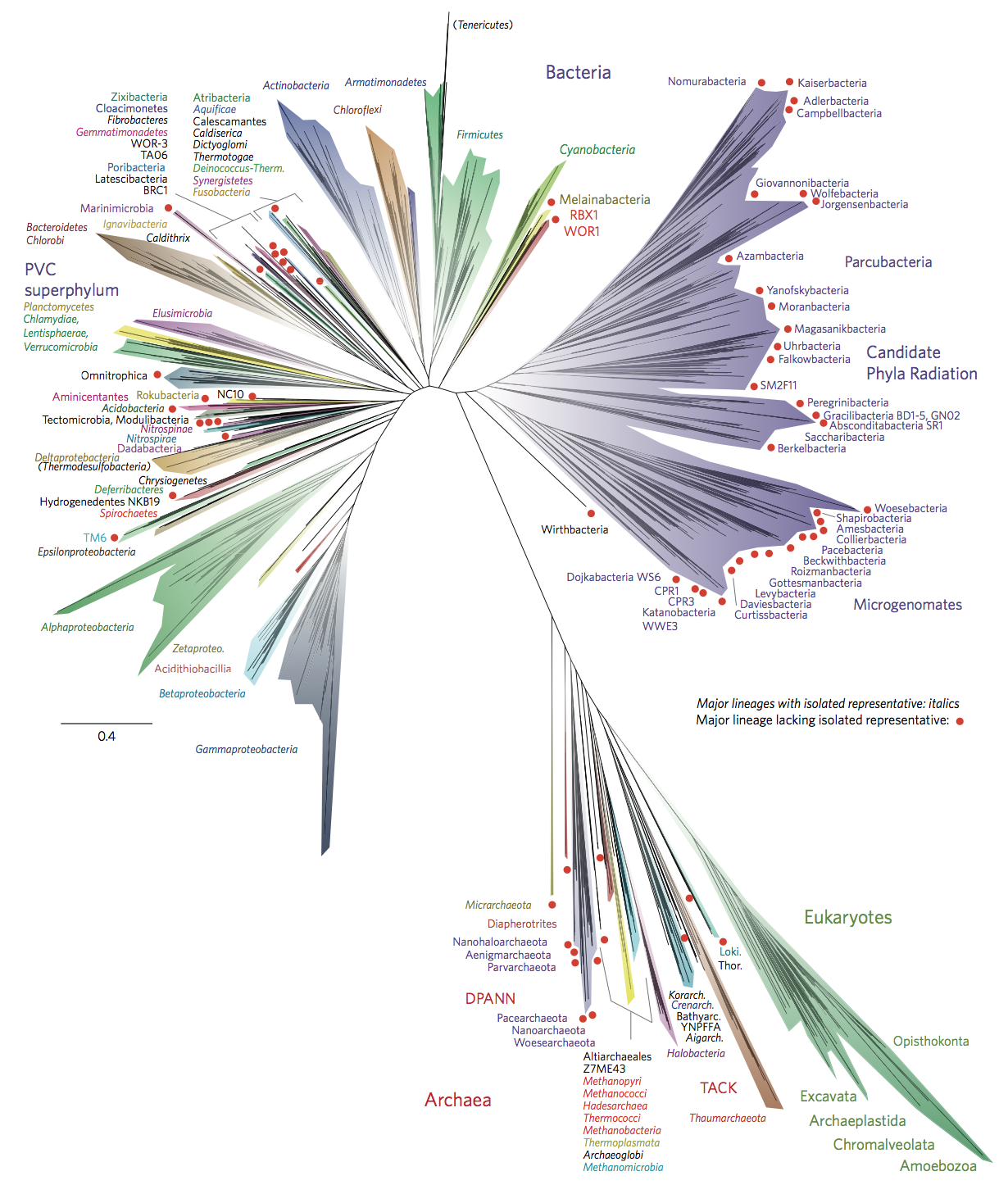
Una representació (metagenòmica) del 2016 de l'arbre de la vida utilitzant seqüències de proteïnes ribosòmiques

L'arbre de la vida o arbre universal de la vida és una metàfora, model i eina d'investigació que s'utilitza per explorar l'evolució de la vida i descriure les relacions entre organismes, tant vius com extints, tal com es descriu en un famós passatge a L'origen de les espècies de Charles Darwin (1859).
| «                | The affinities of all the beings of the same class have sometimes been represented by a great tree. I believe this simile largely speaks the truth. | Les afinitats de tots els éssers d'una mateixa classe s'han representat de vegades amb un gran arbre. Crec que aquest símil diu en gran part la veritat | » |
| — Charles Darwin | | |   |

Els diagrames d'arbre es van originar a l'època medieval per representar relacions genealògiques. Els diagrames d'arbres filogenètics en el sentit evolutiu comencen a aparèixer a mitjans del segle xix.
El terme filogènia per a les relacions evolutives de les espècies al llarg del temps fou encunyat per Ernst Haeckel, que depassà a Darwin a l'hora de proposar històries filogèniques dels éssers vius. En l'ús contemporani, el terme arbre de la vida fa referència a la compilació de bases de dades filogenètiques completes arrelades en l'últim avantpassat comú universal de la vida a la Terra. Dues bases de dades públiques per a l'arbre de la vida són TimeTree, per als temps de filogènia i divergència, i Open Tree of Life, per a filogènia.

## Primeres classificacions naturalistes

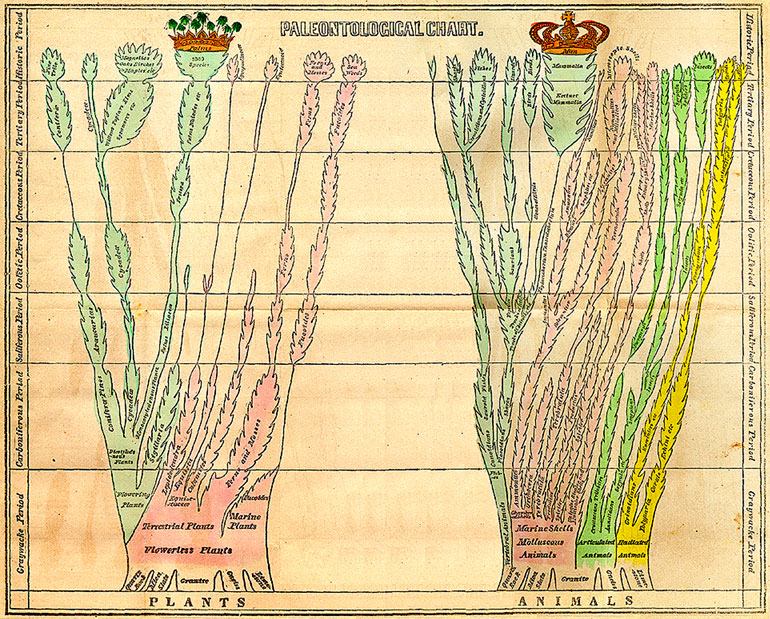
La carta paleontològica desplegable d'Edward Hitchcock a la seva Geologia elemental de 1840

Encara que els diagrames en forma d'arbre s'han fet servir durant molt de temps per tal d'organitzar el coneixement, i encara que els diagrames de ramificació coneguts com a claus eren omnipresents en la història natural del segle xviii, sembla que el primer diagrama d'arbre d'ordre natural va ser l’Arbre botanique de 1801 (arbre botànic) del mestre d'escola i sacerdot catòlic francès Augustin Augier. Tot i que encara que Augier va parlar del seu arbre en termes clarament genealògics, i encara que el seu disseny imitava clarament les convencions visuals d'un arbre genealògic contemporani, el seu arbre no incloïa cap aspecte evolutiu o temporal. En consonància amb la vocació sacerdotal d'Augier, l'Arbre Botànic mostrava més aviat l'ordre perfecte de la natura instituït per Déu en el moment de la Creació.
El 1809 el compatriota d'Augier, Jean-Baptiste Lamarck (1744–1829), que coneixia l'"Arbre botànic" d'Augier, va incloure un diagrama de ramificació d'espècies animals a la seva Philosophie zoologique. Lamarck, a diferència d'Augier, no va discutir el seu diagrama en termes de genealogia o arbre, sinó que el va anomenar tableau (representació). Lamarck creia en la transmutació de les formes de vida, però no creia en la descendència comuna; en canvi creia que la vida es desenvolupava en llinatges paral·lels avançant de més simple a més complex.
El 1840 el geòleg nord-americà Edward Hitchcock (1793–1864) va publicar la primera carta de paleontologia en forma d'arbre a la seva Elementary Geology, amb dos arbres separats per a les plantes i els animals. Aquests estan coronats (gràficament) amb les Palmes i l'Home.
La primera edició de Vestiges of the Natural History of Creation de Robert Chambers, publicada de manera anònima el 1844 a Anglaterra, contenia un diagrama en forma d'arbre al capítol "Hipòtesi del desenvolupament dels regnes vegetal i animal". Mostra un model de desenvolupament embriològic on els peixos (F), els rèptils (R) i els ocells (B) representen branques d'un camí que condueix als mamífers (M). Al text, aquesta idea d'arbre ramificat s'aplica provisionalment a la història de la vida a la terra: "podrien haver-se ramificat".
El 1858 un any abans de L'origen de Darwin, el paleontòleg Heinrich Georg Bronn (1800–1862) va publicar un hipotètic arbre etiquetat amb lletres. Encara que no era creacionista, Bronn no va proposar cap mecanisme de canvi.

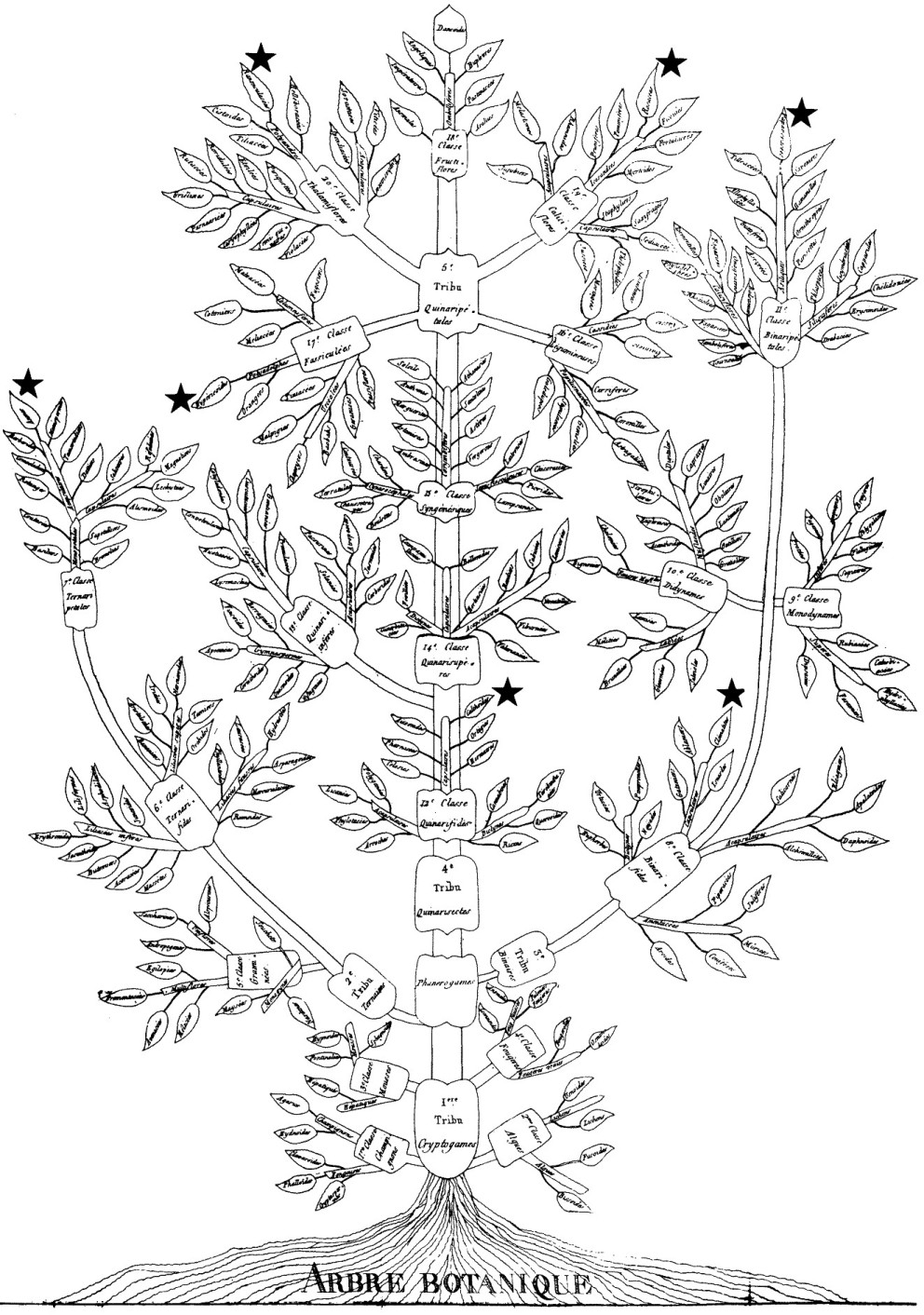
Arbre botanique ("arbre botànic") d'Augustin Augier 1801
Diagrama a Vestiges of the Natural History of Creation de Robert Chambers 1844

## Model evolutiu

### Darwin
Charles Darwin (1809–82) emprà la metàfora d'un "arbre de la vida" per conceptualitzar la seva teoria de l'evolució. A L'origen de les espècies (1859) va presentar un diagrama abstracte d'un arbre teòric de la vida per a espècies d'un gènere gros sense nom (vegeu la figura). A la línia de base horitzontal, les espècies hipotètiques d'aquest gènere s'etiqueten A - L i estan espaiades de manera irregular per posar de relleu la diferència entre elles, i es troben per sobre de línies bifurcades en diversos angles que suggereixen que han divergit d'un o més avantpassats comuns. A l'eix vertical les divisions etiquetades I – XIV representen cadascuna mil generacions. A partir d'A, les línies divergents mostren una descendència ramificada que produeix noves varietats, algunes de les quals s'extingeixen, de manera que després de deu mil generacions els descendents d'A s'han convertit en noves varietats diferents o fins i tot subespècies a 10, f 10 i m 10. De la mateixa manera, els descendents de I s'han diversificat per convertir-se en les noves varietats w 10 i z 10. El procés s'extrapola durant quatre mil generacions més, de manera que els descendents d'A i I esdevenen catorze noves espècies etiquetades com a ¹⁴ a z ¹⁴. Mentre que F ha continuat durant catorze mil generacions relativament sense canvis, les espècies B,C,D,E,G,H,K i L s'han extingit. En paraules del mateix Darwin: "Així, les petites diferències que distingeixen les varietats de la mateixa espècie, tendiran a augmentar constantment fins a arribar a igualar les diferències més grans entre espècies del mateix gènere, o fins i tot de gèneres diferents". Aquest és un patró de ramificació sense noms donats a les espècies, a diferència de l'arbre més lineal que Ernst Haeckel va fer anys més tard (següent figura) que inclou els noms de les espècies i mostra un desenvolupament més lineal d'espècies "inferior" a "superior". En el seu resum de la secció Darwin exposà el seu concepte en termes de metàfora de l'arbre de la vida:
| « | The affinities of all the beings of the same class have sometimes been represented by a great tree. I believe this simile largely speaks the truth. The green and budding twigs may represent existing species; and those produced during each former year may represent the long succession of extinct species. At each period of growth all the growing twigs have tried to branch out on all sides, and to overtop and kill the surrounding twigs and branches, in the same manner as species and groups of species have tried to overmaster other species in the great battle for life. The limbs divided into great branches, and these into lesser and lesser branches, were themselves once, when the tree was small, budding twigs; and this connexion of the former and present buds by ramifying branches may well represent the classification of all extinct and living species in groups subordinate to groups. Of the many twigs which flourished when the tree was a mere bush, only two or three, now grown into great branches, yet survive and bear all the other branches; so with the species which lived during long-past geological periods, very few now have living and modified descendants. From the first growth of the tree, many a limb and branch has decayed and dropped off; and these lost branches of various sizes may represent those whole orders, families, and genera which have now no living representatives, and which are known to us only from having been found in a fossil state. As we here and there see a thin straggling branch springing from a fork low down in a tree, and which by some chance has been favoured and is still alive on its summit, so we occasionally see an animal like the Ornithorhynchus or Lepidosiren, which in some small degree connects by its affinities two large branches of life, and which has apparently been saved from fatal competition by having inhabited a protected station. As buds give rise by growth to fresh buds, and these, if vigorous, branch out and overtop on all sides many a feebler branch, so by generation I believe it has been with the great Tree of Life, which fills with its dead and broken branches the crust of the earth, and covers the surface with its ever branching and beautiful ramifications. | Les afinitats de tots els éssers d'una mateixa classe s'han representat de vegades amb un gran arbre. Crec que aquest símil diu en gran part la veritat. Les branques verdes i en brotada poden representar espècies existents; i els produïts durant cada any anterior poden representar la llarga successió d'espècies extingides. En cada període de creixement, totes les branques en creixement han intentat ramificar-se per tots els costats, i sobrepassar i matar les branques i branques circumdants, de la mateixa manera que les espècies i grups d'espècies han intentat dominar altres espècies en la gran batalla per vida. Les branques dividides en grans branques, i aquestes en branques cada cop més petites, eren elles mateixes una vegada, quan l'arbre era una petita branca començant a brotar; i aquesta connexió dels brots anteriors i actuals mitjançant branques ramificades pot ben representar la classificació de totes les espècies extintes i vives en grups subordinats als grups. De les moltes branques que van florir quan l'arbre era un simple arbust, només dues o tres, que ara es fan grans branques, però sobreviuen i porten totes les altres branques; així, amb les espècies que van viure durant períodes geològics passats, molt poques tenen ara descendents vius i modificats. Des del primer creixement de l'arbre, moltes branques i branques han minvat i decaigut; i aquestes branques perdudes de diverses mides poden representar aquells ordres, famílies i gèneres enters que ara no tenen representants vius, i dels que només en sabem de la seva existència per haver estat trobats en estat fòssil. Com veiem aquí i allà una branca fina que brota d'una bifurcació a baix d'un arbre, i que per casualitat ha estat afavorida i encara és viva al seu cim, de tant en tant veiem un animal com l'ornitorinc] o Lepidosiren, que en un petit grau connecta per les seves afinitats dues grans branques de la vida, i que aparentment s'ha salvat de la fatal competència en haver habitat una estació protegida. De la mateixa manera que els cabdells donen lloc pel creixement a brots frescos, i aquests, si són vigorosos, es ramifiquen i sobresurten per tots els costats moltes branques més febles, així per generació crec que ha estat amb el gran Arbre de la Vida, que s'omple amb els seus morts i trencats. ramifica l'escorça de la terra, i cobreix la superfície amb les seves sempre ramificades i belles ramificacions. Darwin, 1859. | » |

El significat i la importància de l'ús de Darwin de la metàfora de l'arbre de la vida ha sigut a bastament discutida per científics i estudiosos. Stephen Jay Gould, per exemple, argumentà que Darwin situà el conegut passatge citat anteriorment "en un punt crucial del seu text", on va marcar la conclusió del seu argument a favor de la selecció natural, il·lustrant tant la interconnexió per descendència dels organismes com la el seu èxit i fracàs en la història de la vida. David Penny ha escrit que Darwin no usà l'arbre de la vida per tal de descriure la relació entre grups d'organismes, sinó per suggerir que, tal com passa amb les branques d'un arbre viu, els llinatges de les espècies competien i se suplantaven mútuament. Petter Hellström argumentà que Darwin anomenà a propòsit el seu arbre per l'Arbre de la vida bíblic, tal com es descriu al Gènesi, relacionant així la seva teoria amb la tradició religiosa.

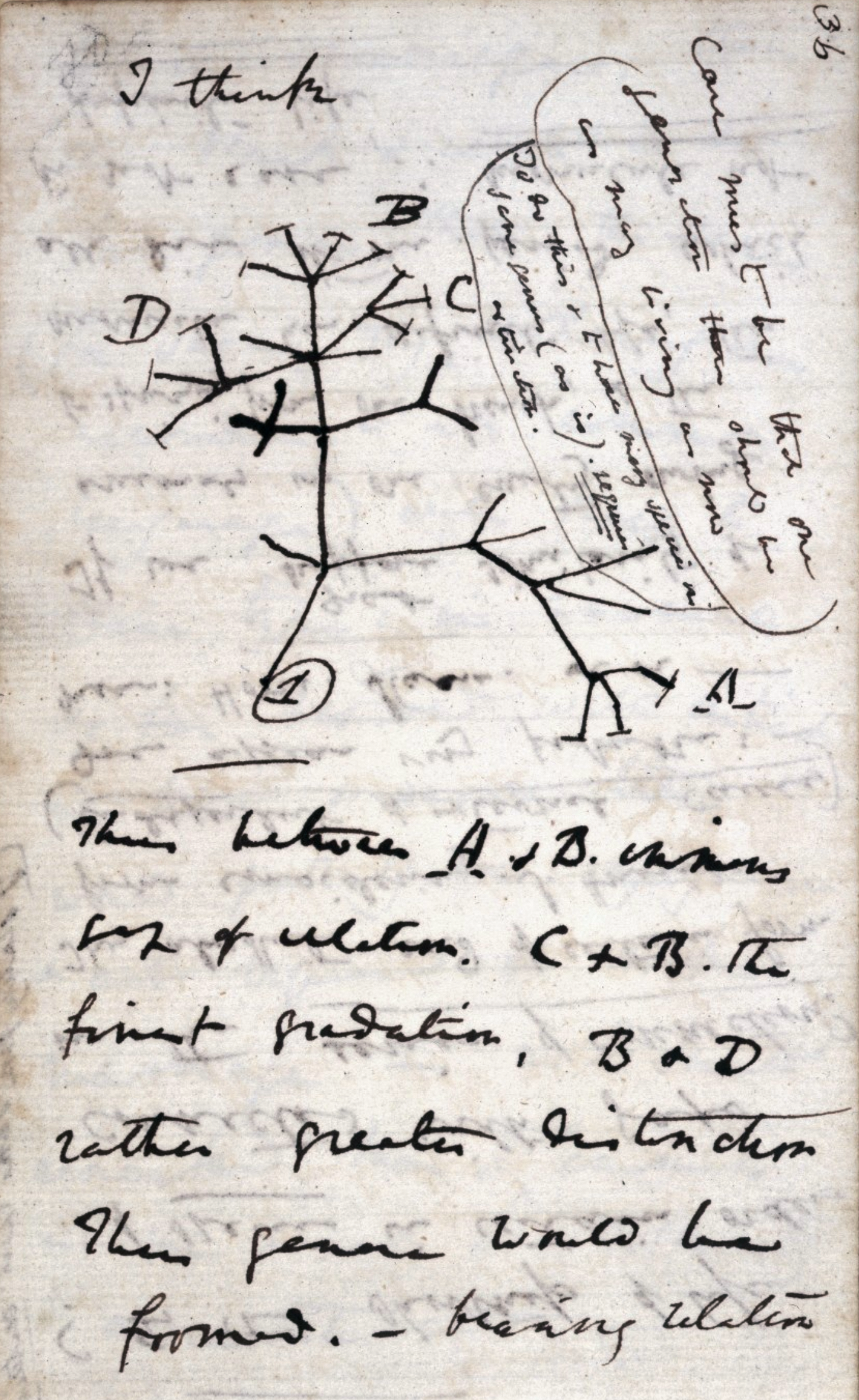
Pàgina dels quaderns de Darwin escrita probablement entorn del juliol de 1837 amb el seu primer esbós d'un arbre evolutiu i les paraules I think (penso, crec) a dalt
Diagrama de Darwin a L'origen de les espècies, 1859. Fou l'única il·lustració del llibre.

### Haeckel
Ernst Haeckel (1834–1919) va construir diversos arbres de la vida. El seu primer esbós, de la dècada de 1860, mostra Pithecanthropus alalus com l'avantpassat d' Homo sapiens. El seu arbre de la vida de 1866 de Generelle Morphologie der Organismen mostra tres regnes: Plantae, Protista i Animalia. Aquest s'ha descrit com "el primer model de biodiversitat de l'"arbre de la vida". El seu "Pedigree of Man" de 1879 es publicà al seu llibre de 1879 The Evolution of Man. Traça totes les formes de vida fins dels Monera, i situa l'home (etiquetat "Menschen") a la part superior de l'arbre.

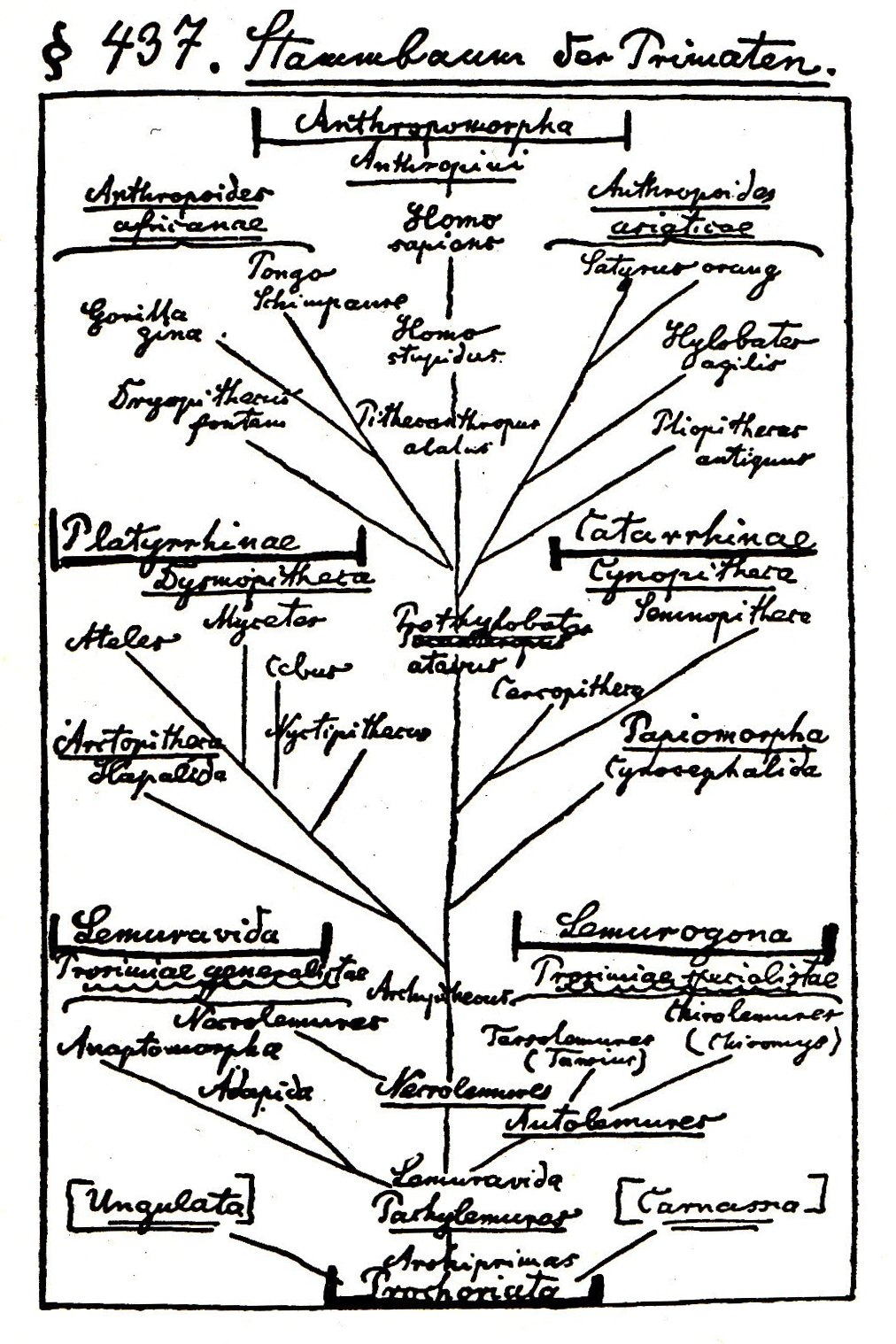
Stammbaum der Primaten de Haeckel (1860)
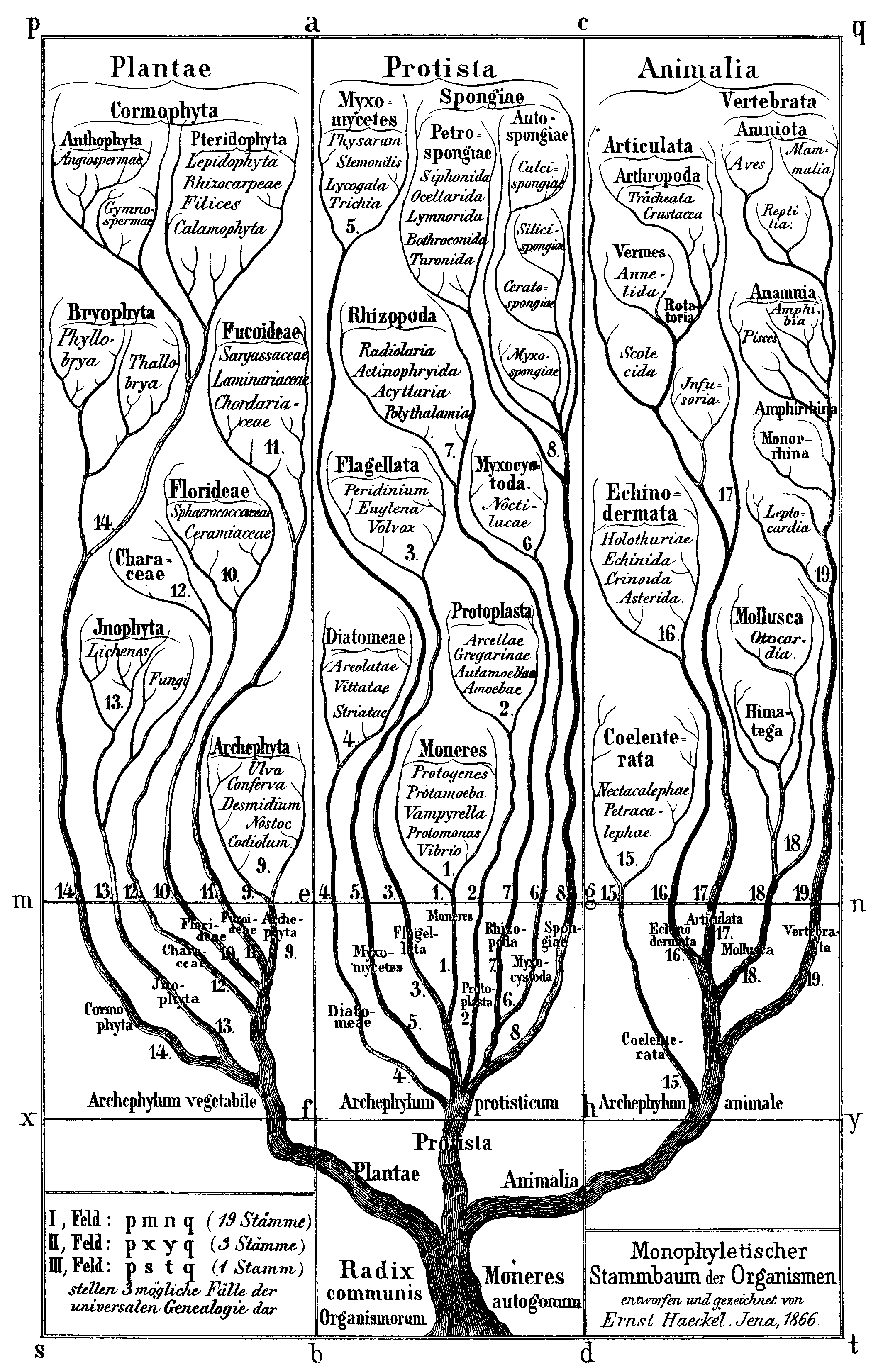
L'arbre de la vida de Haeckel a Generelle Morphologie der Organismen (1866)
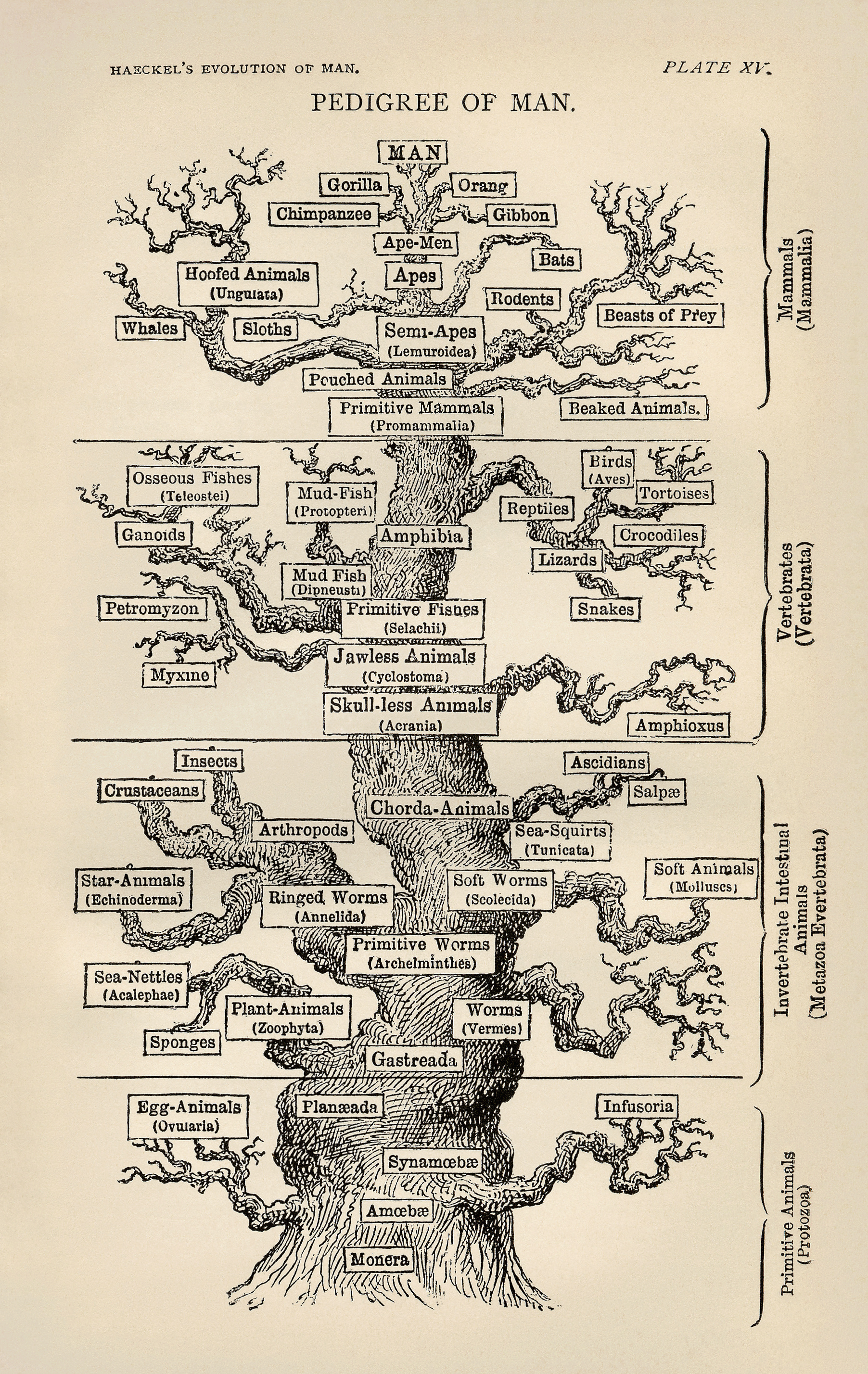
L'arbre de la vida vist per Haeckel a L'evolució de l'home (1879)

## Desenvolupament a partir del 1990
El 1990 Carl Woese, Otto Kandler i Mark Wheelis proposaren un "arbre de la vida" format per tres línies de descendència per a les quals van introduir el terme domini com el rang més alt de classificació. També van suggerir els termes Bacteria, Archaea i Eukaryota per als tres dominis.
El model d'arbre encara es considera vàlid per a les formes de vida eucariotes. S'han proposat arbres amb quatre o dos supergrups. Encara no sembla que hi hagi consens; en un article de revisió de 2009, Roger i Simpson conclougueren que "amb el ritme actual de canvi en la nostra comprensió de l'arbre de la vida eucariota, hauríem de procedir amb precaució".
L'any 2015 es va publicar el primer esborrany de l'Open Tree of Life, en el qual la informació de prop de mig miler d'arbres publicats anteriorment es va combinar en una única base de dades en línia, gratuïta per navegar i descarregar. Una altra base de dades, TimeTree, ajuda els biòlegs a avaluar la filogènia i els temps de divergència.
El 2016 es va publicar un nou arbre de la vida, que resumia l'evolució de totes les formes de vida conegudes, que il·lustrava les darreres troballes genètiques que les branques estaven compostes principalment per bacteris. El nou estudi va incorporar més d'un miler de bacteris i arqueus recentment descoberts.

## Transferència gènica horitzontal
Els procariotes (que agrupa els dos dominis de bacteris i arqueus) i certs animals com els rotífers bdel·loïdeus tenen la capacitat de transferir informació genètica entre organismes no relacionats mitjançant la transferència horitzontal de gens. La recombinació, la pèrdua de gens, la duplicació i la creació de gens són alguns dels processos pels quals es poden transferir gens dins i entre espècies bacterianes i arquees, provocant variacions que no es deuen a la transferència vertical. Hi ha evidències emergents de transferència horitzontal de gens dins dels procariotes a nivell unicel·lular i multicel·lular, de manera que l'arbre de la vida no explica tota la complexitat de la situació en els procariotes.

La trama de l'arbre de la vida de David Hillis de 2008, basada en genomes completament seqüenciats
Un arbre per a gens d'ARNr, que mostra els tres dominis vitals Bacteria, Archaea i Eukaryota, amb el LUCA com a arrel, 2009